# 日本基督教団チャペル福音館
日本基督教団チャペル福音館伝道所（にほんきりすときょうだん チャペルふくいんかんでんどうしょ）は、京都府長岡京市にある日本基督（キリスト）教団の教会である。
この教会は日本基督教団正教師の廣畑涙嘉が主任担任教師、すなわち牧師をしている。性同一性障害を負い、2003年に性別適合手術を受け、2004年11月には戸籍上の性別も女性に変更した廣畑が、性的少数者にとどまらず、社会のなかで痛みや傷を負っている人たちのための祈りの場として開設した。
プロテスタントの日本基督教団に所属するが、ローマ・カトリック教会同様の聖母マリア崇敬を持ち、聖体の聖変化を信じている。廣畑涙嘉はカトリック教会の司祭としてミサをあげたいと願いながら、女性司祭がまだ認められていないことを残念に思っている。